# Банфи (Ръскруч)
 Тази статия е за замъка в село Ръскруч.  За този в село Бонцида вижте Банфи (Бонцида).  
Замъкът Банфи в Ръскруч (на румънски: Castelul Bánffy de la Răscruci) е замък в село Ръскруч, община Бонцида, окръг Клуж, Румъния, ул. „Главна“ 484. Той е част от списъка на паметниците на историята в окръг Клуж на румънското министерство на културата от 2004 г. Създаден е през 18 век от рода Банфи в еклектически стил. Последният му собственик е художникът Адам Банфи.